# Peter Viitanen
Peter Rainer Zakarias Viitanen (Stockholm, 21 februari 1980) is een Zweedse acteur. 

## Biografie
Viitanen groeide, als kind van Finse ouders, op in de Zweedse hoofdstad Stockholm, met zijn zijn moeder en zus. Zijn moeder was vaak werkloos en zijn vader was niet in beeld. Toen zijn zus auditie deed voor een film, werd hij gevraagd door Catti Edfeldt om ook auditie te doen. Zo kreeg hij zijn eerste filmrol in het in 1993 verschenen Kådisbellan, waarin hij naast onder meer Ernst-Hugo Järegård verscheen. Na de middelbare school werd Viitanen niet aangenomen op de toneelschool, maar hij werd wel actief voor het stadstheater van Stockholm. Voor zijn rol in de in 2018 uitgekomen film Ted: För kärlekens skull ontving Viitanen de filmpublicistenprijs En särskild blick.

## Filmografie (selectie)
| Jaar      | Titel                    | Rol               | Type           | Opmerkingen     |
| --------- | ------------------------ | ----------------- | -------------- | --------------- |
| 1993      | Kådisbellan              | Nils              | Film           |                 |
| 2004-2005 | Orka! Orka!              | Niklas            | Televisieserie | 8 afleveringen  |
| 2008      | Oskyldigt dömd           | Johannes Enberg   | Televisieserie | 1 aflevering    |
| 2009      | Wallander                | Hugo              | Televisieserie | 1 aflevering    |
| 2012      | Äkta människor           | Silas             | Televisieserie | 16 afleveringen |
| 2015      | Arne Dahl                | David             | Televisieserie | 2 afleveringen  |
| 2018      | Ted: För kärlekens skull | Kenneth Gärdestad | Film           |                 |
| 2018      | Sthlm Rekviem            | Matti             | Televisieserie | 4 afleveringen  |
| 2019      | Vår tid är nu            | Leffe Viking      | Televisieserie | 3 afleveringen  |
| 2021      | Den osannolika mördaren  | Olof Palme        | Televisieserie | 4 afleveringen  |
| 2022      | Clark                    | Sten Olofsson     | Televisieserie | 5 afleveringen  |
| 2022      | Försvunna människor      | Erwin Linnas      | Televisieserie | 6 afleveringen  |
| 2023      | Top Dog                  | Paul Ahlborg      | Televisieserie | 6 afleveringen  |
| 2024      | Ronja Rövardotter        | Halvert           | Televisieserie | 4 afleveringen  |